# MB–339
Az MB–339 olasz fejlesztésű gyakorló és harci repülőgép, melyet az Aermacchi fejlesztett ki és gyártott. Kifejlesztésénél az MB–326-os típus szolgáltatta az alapot. A fejlesztés az 1970-es években kezdődött, ekkor vetődött fel, hogy szükséges egy új korszerű típus az addigra már elavult repülőgépek pótlására. A megbízást az Aermacchi cég kapta, amely két prototípust, az MB-338-at és az MB–339-et készítette el. Az MB-338-as típus erősebb és drágább lett volna, rendszeresítését költségvetési okok miatt elvetették.

## Fejlesztés
A fejlesztés előkészületei az 1970-es évekre tehetők, ekkor merült fel az igény egy új típusra az elavult MB–326-os és a Fiat G.91T sugárhajtású repülőgépek pótlására. Az Aermacchi által elkészített két prototípus közül végül az MB–339-es valósulhatott meg. Az új típus sárkányát takarékosságból az MB.326K változat szolgáltatta. A törzsön csak kisebb változtatásokat végeztek. Az orr-részt és a pilótafülkét teljesen áttervezték, növelve az oktatásnál való használhatóságot. A függőleges vezérsíkot is áttervezték, felületét megnövelték. Az elavult avionikai rendszereket lecserélték és a repülőgépet modern fedélzeti berendezésekkel (VOR/TACAN, ILS, IFF) látták el. A fülkébe Martin-Baker Mk.10 típusú katapultüléseket szereltek. Az olasz repülőgépipar nem rendelkezett megfelelő hajtóművel, így a gépbe 1 db Rolls-Royce Viper 632-43 gázturbinás sugárhajtómű került.

## Típusváltozatok
- MB–339X – prototípus

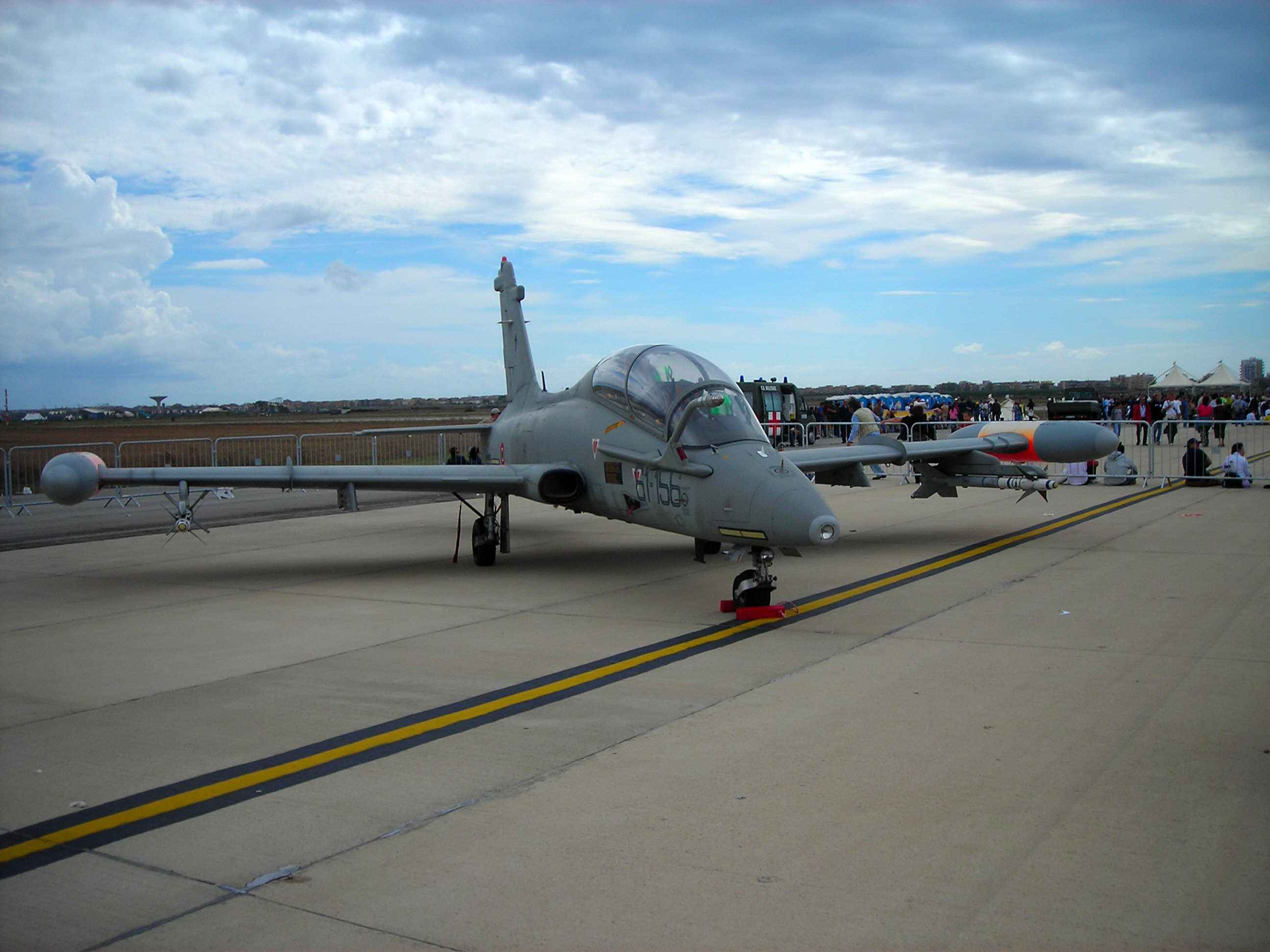
Aermacchi MB–339CD

- MB–339A – Az eredeti olasz változat
  - MB–339PAN – A Frecce Tricolori számára átalakított változat
  - MB–339RM – rádió és radar fejlesztő/tesztelő változat
  - MB–339AM – maláj verzió
  - MB–339AN – nigériai verzió
  - MB–339AP – perui verzió
- MB–339K Veltro II – együléses harci változat, első repülés 1980
- MB–339B – gyakorló változat megerősített fegyverzettel
- MB–339C – megnövelt tolóerejű változat
  - MB–339CB – újzélandi verzió
  - MB–339CE – eritreai verzió
- MB–339CD – modernizált légi irányítás és műszerek
  - MB–339FD ("Full Digital") a 339CD export verziója
- MB–339 T-Bird II Lockheed T-Bird; verzió a U.S. JPATS számára.

## Műszaki adatok

### Geometriai méretek és tömeg-adatok
- Hossz: 10,97 m
- Fesztáv: 10,85 m
- Magasság: 3,99 m
- Szárnyfelület: 19,3 m²
- Üres tömeg: 3075 kg
- Maximális felszálló tömeg: 4400 kg

### Hajtómű
- Típus: 1 db Rolls-Royce Viper Mk. 632 gázturbinás sugárhajtómű
- Maximális tolóerő: 17 kN (fékpadon)

### Repülési adatok
- Maximális sebesség: 896 km/h
- Hatótávolság: 1760 km
- Szolgálati csúcsmagasság: 14 600 m
- Emelkedőképesség: 33 m/s
- Maximális függőleges túlterhelés: +7,3/-4g

### Hasonló repülőgépek
- BAE Hawk
- L–39 Albatros
- L–159 ALCA
- G–4 Super Galeb
- IAR 99

## Rendszeresítő országok
Olaszország
- Olasz Légierő - 107 db MB–339A, 30 db CD

 Argentína
- Argentin Haditengerészet - 10 db MB–339A

 UAE
- Dubai Air Wing  (Egyesült Arab Emirátusok) - 7 db MB–339A

 Eritrea
- Eritreai Légierő - 6 db MB–339CE

 Ghána
- Ghánai Légierő - 4 db MB–339A

 Malajzia
- Maláj Királyi Légierő - 13 db MB–339AM tartalék állományban

 Nigéria
- Nigériai Légierő - 12 db MB–339AN

 Új-Zéland
- Új-Zélandi Királyi Légierő - 18 db MB–339CB 1991–2002

 Peru
- Perui Légierő - 16 db MB–339AP

## Külső hivatkozások
- The Aermacchi MB-326, MB-339, & M-346 – Az Air Vectors típusismertetője
- http://web.tiscali.it/aviationgraphic/iaf.html
- https://web.archive.org/web/20071208205706/http://www.oldcrow.it/SpecialColors/mb339_214_gruppo_foto_1.htm
- https://web.archive.org/web/20070928213231/http://www.oldcrow.it/indice_gallerie/651/MB339.htm
- https://web.archive.org/web/20070920042614/http://www.oldcrow.it/walkaround/MB339.htm
- http://www.kiwiaircraftimages.com/mb339.html
- Airliners.net
- myaviation.net